# Chilonatalus
Chilonatalus é um gênero de morcegos da família Natalidae.

## Espécies
- Chilonatalus micropus Dobson, 1880
- Chilonatalus tumidifrons (Miller, 1903)